# 4467 Kaidanovskij
4467 Kaidanovskij este un asteroid din centura principală, descoperit pe 2 noiembrie 1975 de Tamara Smirnova.